# Rommel Pacheco
Rommel Agmed Pacheco Manrufo (Mérida, 12 de julho de 1986) é um saltador do México.

## Carreira

### Atenas e Pequim
Representou seu país nos Jogos Olímpicos de 2004 em Atenas e tambem nos Jogos Olímpicos de 2008 em Pequim. 
Ele conquistou dois ouros e duas pratas em Jogos Pan-Americanos, e um bronze em Campeonato Mundial.

### Rio 2016
Após não competir em Londres, competiu no trampolim sincronizado e no individual neste ficando em 7º lugar com 451.20 pts.